# رندرینگ حجمی
رندرینگ حجمی در تجسم علمی و گرافیک کامپیوتری،  مجموعه‌ای از تکنیک‌هایی است که برای نمایش یک تصویر دوبعدی از یک مجموعه داده نمونه‌برداری شده سه‌بعدی استفاده می‌شود، به طور معمول یک فیلد اسکالار سه‌بعدی. 
یک مجموعه داده سه‌بعدی به طور معمول شامل گروهی از تصاویر برشی دوبعدی است که توسط اسکنرهایCT، MRI یا MicroCT به دست می‌آیند (مثلا، یک برش برای هر میلیمتر عمق) و معمولاً تعداد پیکسل های تصویری منظمی در یک الگوی منظم دارند. این یک مثال از یک شبکه حجمی سه بعدی منظم است، که هر عنصر حجمی یا واکسل توسط یک مقدار تکی، نمایانگر نمونه‌برداری منطقه فوری اطراف واکسل به دست می‌آید.
برای رندر کردن یک تصویر دوبعدی از مجموعه داده سه‌بعدی ابتدا باید یک دوربین را نسبت به حجم در فضا تعریف کرد. همچنین، باید شفافیت و رنگ هر واکسل را تعریف کرد.  این معمولاً با استفاده از تابع انتقال RGBA (برای قرمز، سبز، آبی، آلفا) انجام می‌شود که مقدار RGBA را برای هر مقدار ممکن واکسل تعریف می‌کند.
برای مثال، می‌توان یک حجم را با استخراج سطوح هم‌مقدار (سطوح با ارزش‌های مساوی) از حجم و رندر کردن آنها به صورت مش‌های چند ضلعی یا با رندر کردن حجم به طور مستقیم به عنوان یک بلوک از داده ها مشاهده شود. الگوریتم مارچینگ کیوب‌ها یک تکنیک رایج برای استخراج سطح هم‌مقدار از داده‌های حجمی است. رندرینگ مستقیم حجم یک وظیفه پردازشی محاسباتی است که ممکن است به چندین روش انجام شود.
یک روش دیگر برای رندرینگ حجم، "مارچینگ پرتو" است.

## حوزه
رندرینگ حجمی با نمایش‌های توموگرافی برشی نازک متمایز می‌شود و به طور کلی از نمایش‌های مدل‌های سه بعدی، از جمله نمایش شدت بیشینه، متمایز می‌شود. با این حال، به طور فنی، همه رندرینگ‌های حجمی هنگام مشاهده بر روی صفحه‌نمایش دو بعدی به صورت نمایش‌ها تبدیل می‌شوند، که این امر باعث می‌شود تفکیک بین نمایش‌ها و رندرینگ‌های حجمی کمی مبهم شود. با این حال، بیانگران مدل‌های رندرینگ حجمی شامل ترکیبی از عواملی مانند رنگ‌آمیزی و سایه‌بانی هستند تا تصویری واقع‌گرا و/یا قابل مشاهده ایجاد کنند.